# Raihana

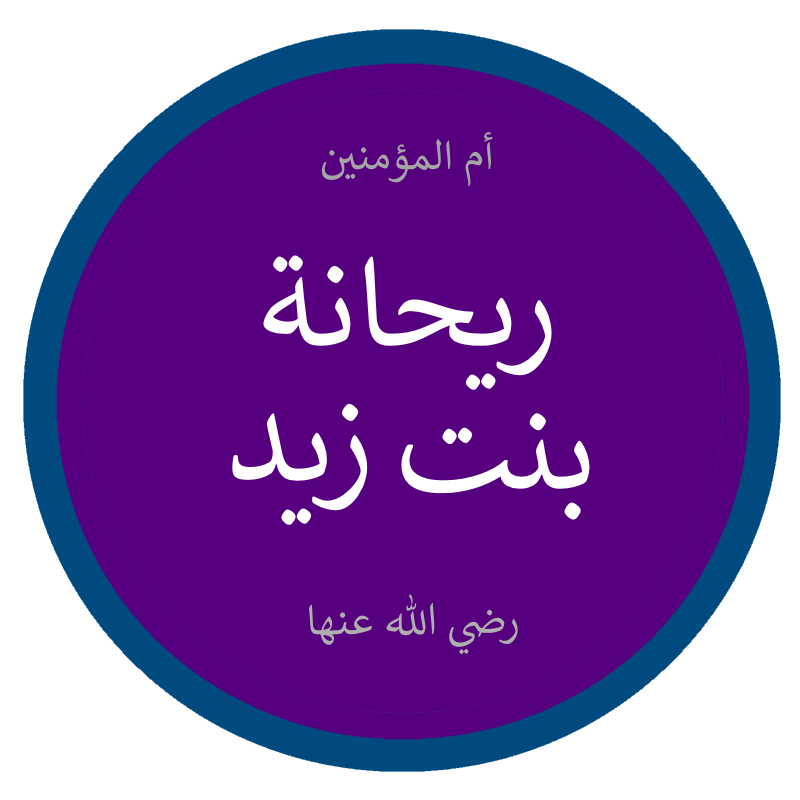
Raihana's naam in het Arabisch.

Raihana bint Zayd ibn ʿAmr (Arabisch: ريحانة بنت زيد بن عمرو, geromaniseerd: Rayḥāna bint Zayd Ibn ʿAmr) was een joodse vrouw, en lid van de stam van de Banu Qurayza. 
Raihana behoorde oorspronkelijk tot de stam Banu Nadir, maar maakte door een huwelijk met ene Al-Hakim deel uit van de Banu Qurayza in Medina. 
Na de belegering van Banu Qurayza werd ze een slavin van Mohammed.
Volgens sommige bronnen werd ze door Mohammed vrijgelaten en trouwde ze met hem. Volgens andere bronnen wees ze dit huwelijk af en bleef ze zijn slavin.
Ze overleed rond 631, een jaar voor de dood van Mohammed en is begraven in de Jannatul Baqi in Medina.